# Homenagens a João Paulo II
No decorrer da vida do Papa João Paulo II e após a sua morte, houve várias homenagens a sua pessoa, tais como títulos, locais batizados em sua honra e construção de estátuas.

## Título deo Grande

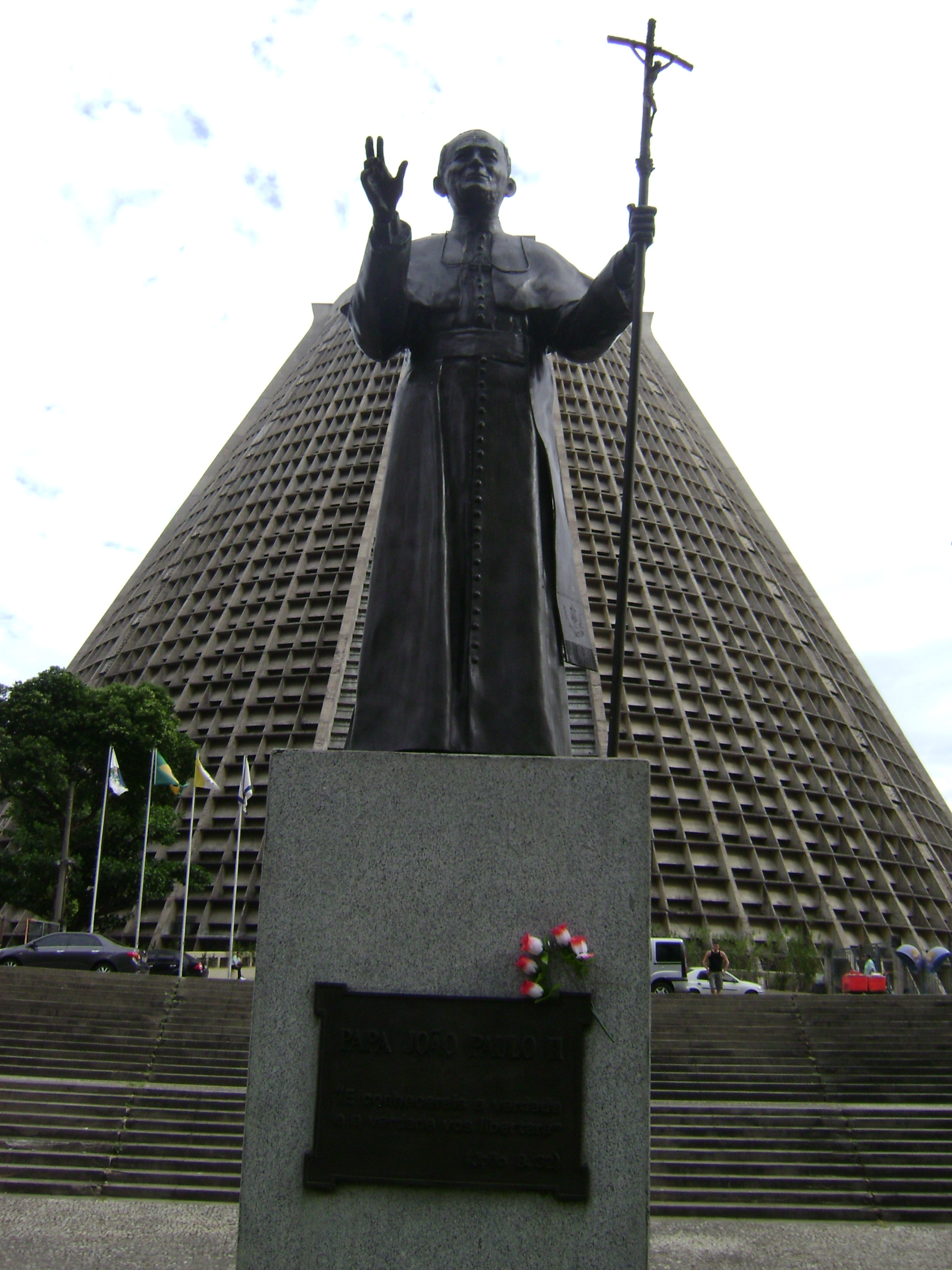
Estátua de João Paulo II em frente à catedral metropolitana, na cidade do Rio de Janeiro.

Desde a morte de João Paulo II, um número de clérigos do Vaticano, bem  como leigos de todo o mundo, começaram a se referir ao Papa como "João Paulo II o Grande", ou Magno (o quarto Papa a ser chamado assim desde o 1º milênio). Estudiosos da Lei Canônica  dizem que não há um processo oficial para aclamar o Papa como "Grande"; o título começa  simplesmente a ser  usado, tornado-se popular, assim como é o caso de grandes líderes da história (por exemplo, Alexandre III da Macedônia ficou popularmente conhecido como Alexandre o  Grande). Os três Papas que hoje são conhecidos como ‘’Grande’’, são São Leão Magno, cujo pontificado se estendeu de 440 – 461, responsável por impedir que Átila, o Huno  tomasse e incendiasse Roma; São Gregório Magno, 590 – 604, do qual deriva o termo Canto Gregoriano; e São Nicolau Magno 858–867.
Seu sucessor, Papa Bento XVI, referiu-se a ele como "O grande Papa João Paulo II" em seu primeiro endereço na loggia da Igreja de São Pedro, e o Cardeal Angelo Sodano  também se referiu a ele como "o Grande" em sua homilia escrita e publicada da Missa de Exéquias.
Desde sua homilia no funeral do Papa João Paulo, o Papa Bento XVI continuou a se referir a João Paulo II como "o Grande". Durante a XX Jornada Mundial da Juventude na Alemanha, em 2005, Bento XVI, falando em polonês, língua materna de seu antecessor, disse: "Como o Grande Papa João Paulo II diria: deixem a chama da fé viva em suas vidas e em seu povo." Em maio de 2006, Bento XVI visitou a Polônia. Durante a visita, ele repetidamente fez referências ao pontífice chamou de "Grande João Paulo" e "Meu grande predecessor".
Em somatória, vários jornalistas do Vaticano têm-no chamado de "grande". Por exemplo, o jornal italiano Corriere della Sera chamou-o também desta forma bem como o jornal sul-africano católico "The Southern Cross".
Algumas instituições de ensino dos EUA, como a Universidade Católica João Paulo II o Grande e o Colégio Católico João Paulo II o Grande, receberam recentemente esse nomes, usando o nome do Papa e este título.

## Estátuas

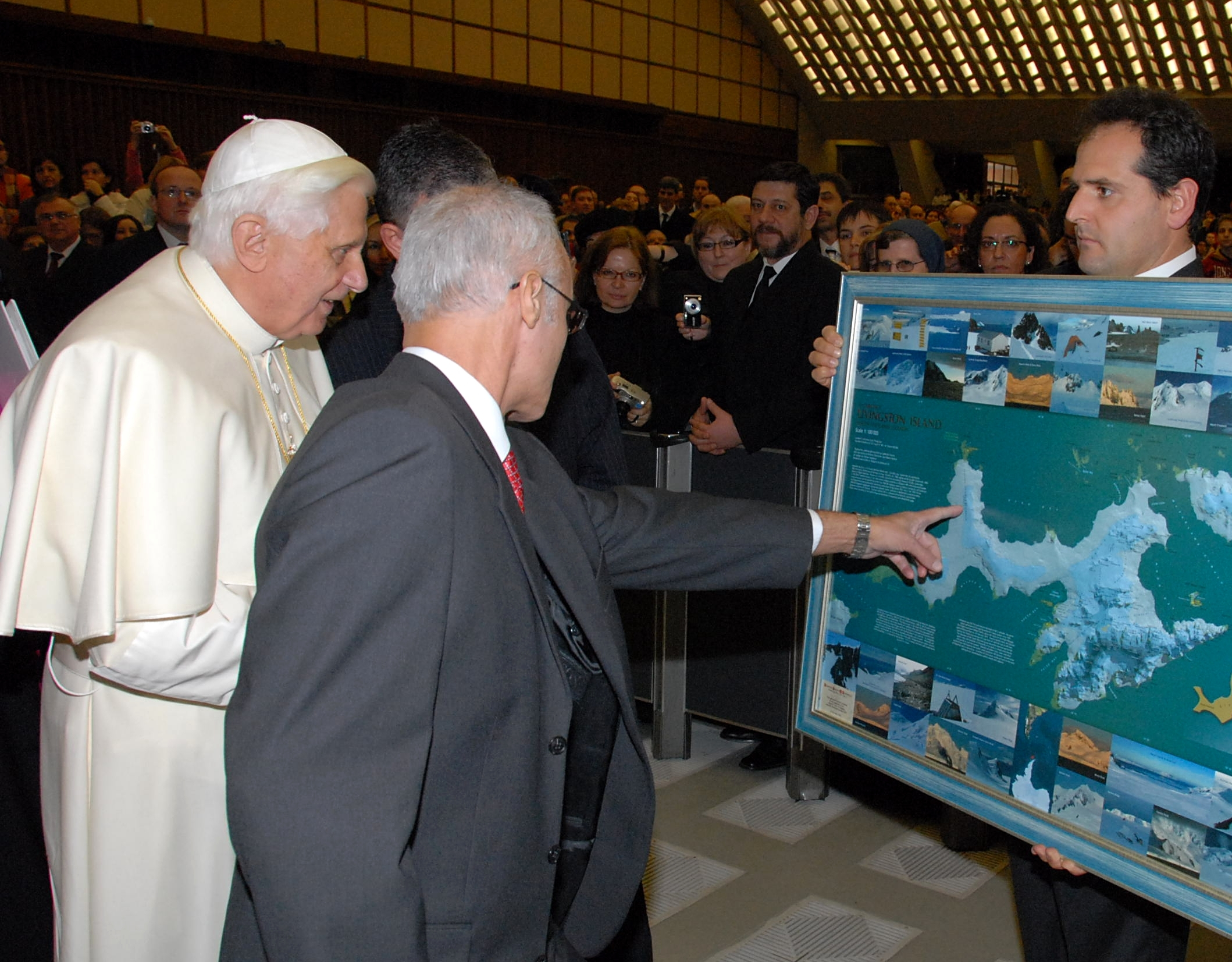
Papa Bento XVI vendo o mapa da Península Ioannes Paulus II na Antártica.

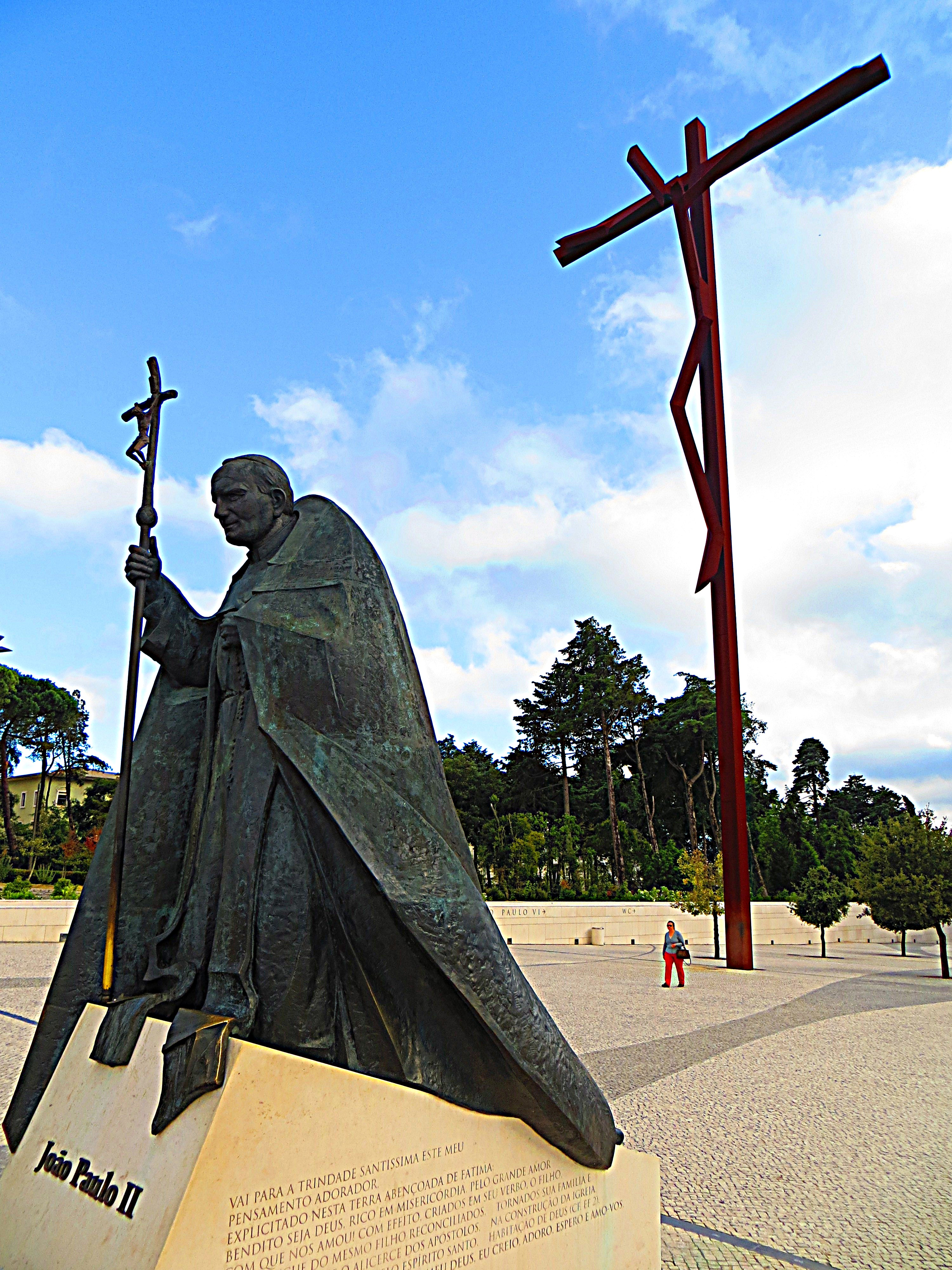
Estátua de João Paulo II no recinto do Santuário de Fátima, na Cova da Iria, em Portugal.

Existem várias estátuas em homenagem a João Paulo II espalhadas pelo mundo.
Uma estátua de João Paulo II foi inaugurada em 23 de Fevereiro de 2008 em Santa Clara, Cuba para recordar os dez anos da sua visita ao país. A estátua foi levada como um presente à comunidade católica de Cuba pelo secretário de Estado do Vaticano cardeal Tarcísio Bertone
Em Fátima, que o Papa João Paulo II visitou por três vezes, foi inaugurada uma estátua da autoria de Czeslaw Dzwigaj, de nacionalidade polaca, por ocasião do 90.º aniversário das aparições de Nossa Senhora, celebrado em Maio de 2008. As palavras que o Papa proferiu na Capelinha das Aparições quando da primeira visita à Cova da Iria, em 1982, estão gravadas na estátua de João Paulo II que se encontra na praça exterior, junto à nova Basílica da Santíssima Trindade. A estátua de João Paulo II que retrata o momento de oração na Capelinha, junto à imagem da Virgem Maria testemunha as Aparições do Anjo da Paz e também a actualidade do mistério das três pessoas da Santíssima Trindade. É em bronze e mede 3,5m de altura.
Em 1 de Julho de 2009 a Policlínica Gemelli de Roma, onde o Papa foi internado em nove ocasiões (a primeira, em 13 de maio de 1981, após o atentado sofrido na Praça de São Pedro; a última, em março de 2005 ao final de sua enfermidade) e onde passou um total de 153 dias e 152 noites, inaugurou uma estátua em sua homenagem. A estátua foi construída de um bloco procedente das pedreiras de Carrara, pesando todo o conjunto 47 toneladas e alcançando 4,6 metros. A estátua pesa 18 toneladas e mede 3,05 metros, e tem uma base de cerca de 20 toneladas e uma cruz de metal. Está com os olhos fixos na janela do quarto do 10.º andar, onde o Papa ficava internado e de onde concedia a bênção aos fiéis. A estátua mostra uma imagem do Papa João Paulo II como recordada pelos médicos e religiosas que o assistiram até à sua morte, ou seja, com o rosto e o corpo marcados pela doença que ele nunca quis esconder. Os trabalhos para a elaboração desta escultura demoraram cerca de sete meses, sem considerar os numerosos projectos realizados anteriormente. A cerimónia de inauguração foi animada pela Banda Musical de Armas dos Carabineiros, dirigida pelo maestro Tenente Colonnello Massimo Martinelli.
Em Coimbra, Portugal existe uma estátua de bronze na Praça João Paulo II, inaugurada depois da segunda visita do Papa ao país. Existe ainda uma outra estátua em Angra do Heroísmo, na Ilha Terceira, Arquipélago dos Açores, colocada junto da Igreja da Sé, a Catedral da Diocese de Angra e Ilhas dos Açores. Também na Ilha Terceira, em homenagem à visita efetuada por João Paulo II, foi dado o seu nome ao estádio, a maior estrutura desportiva do arquipélago, e na Ilha de São Miguel foi dado o nome do Papa ao aeroporto.

## Locais

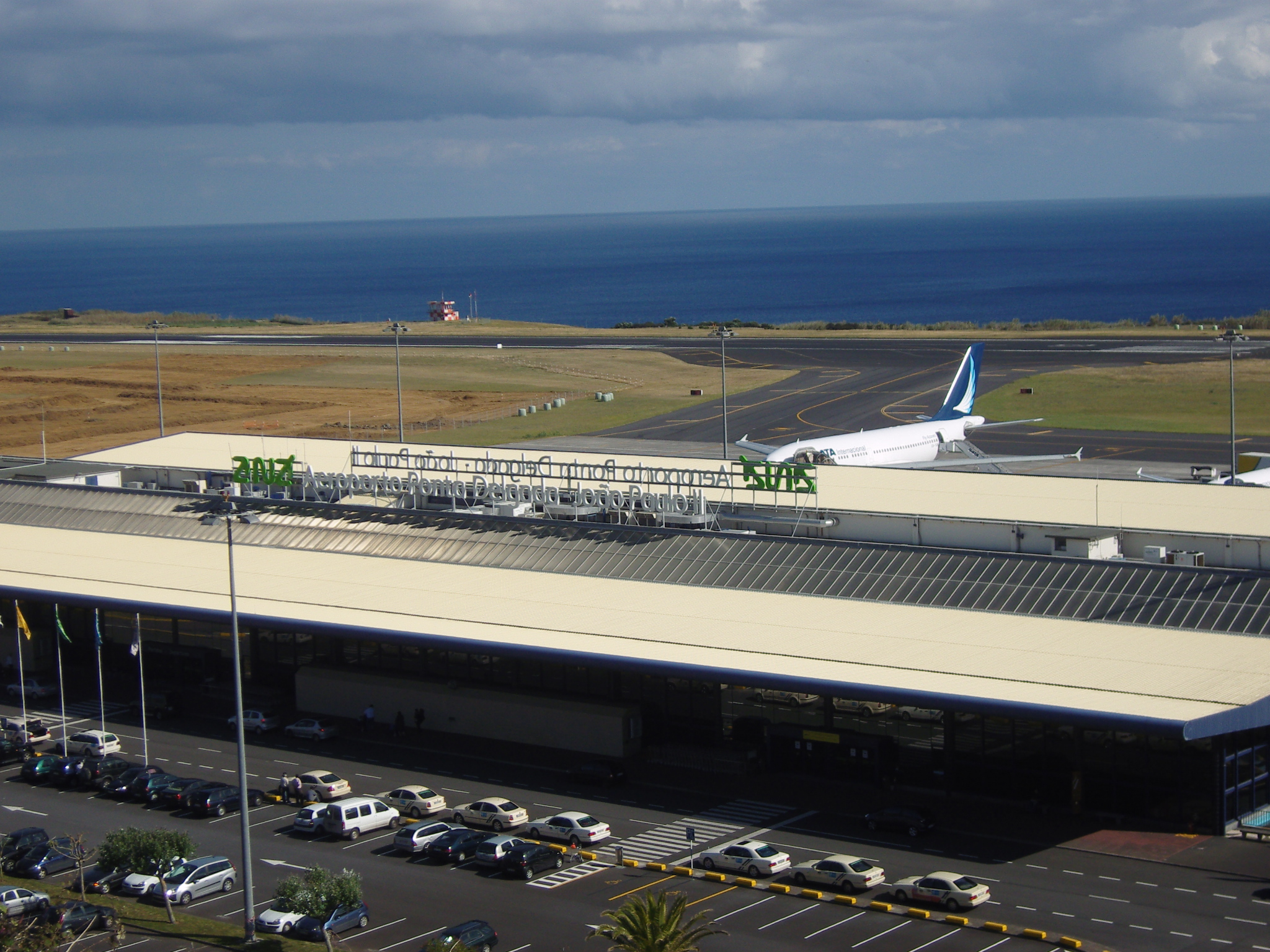
Aeroporto João Paulo II em Ponta Delgada, na ilha de São Miguel, Açores.

Uma praça em homenagem ao Papa João Paulo II, chamada Praça do Papa, foi criada em Campo Grande no local onde, em 1991, foi realizada uma missa durante a sua visita à cidade. Existem, também, outras praças com o mesmo nome em Belo Horizonte e em Vitória em sua homenagem. Ambas se localizam no Brasil. Na cidade de Curitiba também existe um bosque em sua homenagem, chamado de Bosque do Papa João Paulo II, mais popularmente conhecido como Bosque do Papa, no local onde o Papa passou quando esteve na cidade. Em Porto Alegre há uma rotatória nomeada Rótula do Papa, em homenagem à sua missa realizada no local. Em Natal, também existe um monumento em homenagem ao Papa João Paulo II, localizado no bairro de Candelária, o Espaço João Paulo II, o qual é mais popularmente chamado de Papódromo. A obra foi construída no ano de 1991, para a passagem do Papa pela cidade.  Maceió possui um local denominado Espaço João Paulo 2º e é outra capital brasileira a possuir um lugar chamado popularmente de Papódromo. Em São Luís também há outro Papódromo construído para a visita do papa naquela região em 1991. Em Cabo Verde também se homenageou o Papa com uma praceta na Cidade da Praia, a praça "Cruz do Papa", onde se encontra a estátua daquele que abençoou este arquipélago. A localização é estratégica, pois a vista está direccionada para o local onde se realizou a missa em 1990.
Vários projetos nacionais e municipais públicos foram nomeados em homenagem ao Papa: a Estação Roma Termini, foi dedicada ao Papa João Paulo II por uma votação da Câmara Municipal, o primeiro objeto público municipal que possui o nome de um não-italiano. Aeroportos internacionais com o seu nome são o Aeroporto Internacional João Paulo II de Cracóvia-Balice – um dos principais aeroportos da Polônia – e o Aeroporto João Paulo II em Ponta Delgada, que é uma homenagem a passagem do papa, na data de 11 de maio de 1991. A Ponte Juan Pablo II localiza-se no Chile, enquanto Praça João Paulo na Bulgária denota a visita do Papa a Sófia em 2002. Em Tegucigalpa, a capital de Honduras há um popular boulevard chamado de "Juan Pablo II", que foi nomeado assim após a visita do Papa Tegucigalpa. O Estádio João Paulo II é um estádio de futebol em Moji-Mirim e em Teresina existe um teatro municipal com o nome João Paulo II no Brasil. Parvis Notre-Dame – Praça Jean-Paul II é uma das partes centrais de um dos bairros de Paris. No domingo, 10 de dezembro de 2006, a cidade de Ploërmel, Morbihan, oeste da França, foi inaugurada um estátua de João Paulo II com 8,75 m (28,71 pé) , e foi um presente do escultor russo-georgiano Zurab Tsereteli. O Parque Papa João Paulo II é uma característica de Boston, Massachusetts enquanto a rua Papa João Paulo II serve a moradores de Chicago, Illinois.
Um museu em Częstochowa aberto em 11 de Agosto de 2011, com 5.500 medalhas e moedas com a imagem do Papa. O museu foi fundado pelo presidente do President Electronics Poland, Krzysztof Witkowski.

## Lugares naturais
De interesse internacional, a Península Ioannes Paulus II na Ilha Livingston nas Ilhas Shetland do Sul foram nomeadas em honra do Papa. Um ponto de referência na Antartica em reconhecimento por sua contribuição para paz mundial e a compreensão entre as pessoas.
| “                    | A liberdade não consiste em fazer o que queremos, mas em ter o direito de fazer o que devemos | ” |
| — Papa João Paulo II |                                                                                               |   |